# Таре
Таре (яп. タ レ) — загальний термін японської кухні для соусів, часто застосовуються для приготування на відкритому вогні (якіторі і якініку, особливо таких, як соус теріякі), а також для суші, набемоно і гедза. Найчастіше він представляю собою загущений і підсолоджений соєвий соус для приготування на відкритому вогні і ароматизований дасі, оцтом для набемоно і натто, такий як соус пондзу.